# Посёлок отделения совхоза «Зелёный Гай»
отделения совхоза «Зелёный Гай» — упразднённый посёлок в Мичуринском районе Тамбовской области России. На момент упразднения входил в состав Жидиловского сельсовета. В 2009 году исключен из учётных данных.

## География
Посёлок находился в северо-западной части Тамбовской области, в лесостепной зоне, в пределах Окско-Донской низменной равнины, к западу от развилки дорог «Мичуринск — Хоботово» и «Мичуринск — Липецк», на расстоянии примерно 3,5 километра (по прямой) к северо-западу от города Мичуринска, административного центра района.

### Климат
Климат умеренно континентальный, с холодной продолжительной зимой и тёплым летом. Средняя температура воздуха самого холодного месяца (января) — −10,5 °C (абсолютный минимум — −39 °C); самого тёплого месяца (июля) — 20 °C (абсолютный максимум — 38 °С). Безморозный период длится в среднем 136 дней. Среднегодовое количество атмосферных осадков составляет 550 мм, из которых 366 мм выпадает в период с апреля по октябрь.

## История
Постановлением Думы Тамбовской области от 25.12.2009 г. № 1666 посёлок отделения совхоза «Зелёный Гай» исключен из учётных данных.

## Население
| 1989 | 2002 | 2008 |
| ---- | ---- | ---- |
| 34   | ↘0   | →0   |